# コミュニティオーガニゼーション
コミュニティ・オーガニゼーション（community organization）という語は、第二次大戦後に ケースワーク、グループワーク、とともにソーシャルワーク論を支える基礎的な援助技術の一つとして用いられた。
ソーシャルワークという語についても、時代のニーズによって様々に定義されてきたように、コミュニティオーガニゼーションについても時代によって様々な定義がなされた。
例えば、G・ロスの定義では「地域社会の中で協同的・協力的な態度と実践を育てる過程」と説明された。
さらに、このワーカー（専門員）のことを古くは「コミュニティオーガナイザー」、その後一部の役割が「コミュニティワーカー」に分化したが、近年、援助技術の統合化が進み、ケースワーカーやグループワーカーもすべて含めてソーシャルワーカーと呼ぶのが一般的である。
またそうした時代背景とともに、近年コミュニティオーガニゼーションは、間接援助技術と整理され、直接援助技術であるケースワークやグループワークとは別扱いされるようになった。

## 註釈
1. ↑   M.G.Ross(1995),”Community Organization. Theory and Principles.”New York:Harper&Bros.